# Erik Christensen
Pour les articles homonymes, voir Christensen.
Erik Christensen (né le 17 décembre 1983 à Leduc dans l'Alberta, province du Canada) est un joueur professionnel de hockey sur glace en Amérique du Nord.

## Biographie

### Ses débuts en ligue junior
Il commence sa carrière en jouant pour le club de sa ville natale, les Oil Kings de Leduc. L'équipe évolue en Alberta Major Bantam Hockey League une ligue mineure dépendant de Hockey Alberta. Il joue une saison dans l'équipe junior en 1998-99 et lors de cette saison, il est sélectionné pour jouer le Match des étoiles de la ligue.
Il rejoint la Ligue de hockey de l'Ouest à la suite du repêchage de 1999. Il est choisi en tant 101e joueur par les Blazers de Kamloops en sixième ronde. Après trois saisons avec les Blazers, il participe au repêchage d'entrée dans la Ligue nationale de hockey de 2003 et il est pris par les Penguins de Pittsburgh en tant que 69e joueur du repêchage (troisième ronde). Il ne signe pas pour autant avec les Penguins et continue de joueur dans la ligue junior.
Il connaît alors des résultats variable selon les saisons : en 2002-2003, il marque 54 buts et 108 points en 67 matchs (meilleur résultats de la saison) et gagne le trophée Bob Clarke en tant que meilleur buteur. Il est également sélectionné dans la première équipe type de l'Ouest pour la saison de la LHOu et dans la seconde équipe type de la Ligue canadienne de hockey.
En contre-partie, au cours de la saison suivante, il n'arrive qu'à 24 points dont 10 buts en 29 matchs. Il quitte l'équipe au 1er janvier 2004 pour finir la saison avec les Wheat Kings de Brandon.

### Carrière professionnelle
Il commence sa carrière professionnelle avec les Penguins de Wilkes-Barre/Scranton en 2004-2005 et impressionne les dirigeants de l'équipe en inscrivant 27 buts lors de sa première saison professionnelle. Il fait également parler de lui en inscrivant cinq tirs de fusillade au cours de la saison (meilleur total à égalité de la ligue).
Enthousiaste au début de la saison suivante à la vue des grands noms signant pour la franchise de Pittsburgh (John LeClair, Žigmund Pálffy ou encore Sergueï Gontchar), il participe dans un premier temps au camp d'entraînement de l'équipe de Pittsburgh mais finalement n'est pas retenu pour faire partie de l'effectif de l'équipe de la LNH.
Il rejoint donc une nouvelle fois la LAH mais le 31 octobre, alors qu'il totalise 19 points (9 buts et 10 passes décisives, il est appelé avec Ryan Whitney pour rejoindre l'équipe de Pittsburgh qui est alors mal-en-point et voit de nombreux joueurs blessés. Il marque son premier but dans la LNH contre les Islanders de New York, le 3 novembre 2005, pour une victoire 5 à 1 de son équipe. Au total, il va jouer une trentaine de matchs dans la saison pour Pittsburgh et 13 points.
En 2006-2007, il commence une nouvelle la saison dans la LAH mais à la suite d'une blessure de Sidney Crosby et d'Eric Cairns, il est appelé pour jouer contre les Bruins de Boston, le 22 novembre. Au retour de Crosby, il garde tout de même sa place et avec l'équipe 2006-2007 des Penguins, ils parviennent pour la première fois aux séries éliminatoires depuis 2002. L'équipe perd tout de même au premier tour contre les Sénateurs d'Ottawa.
Le 5 juillet 2007, il signe une prolongation de contrat pour deux ans avec Pittsburgh en même temps que son coéquipier Maxime Talbot et pour la saison 2007-2008, il fait officiellement partie de l'effectif des Penguins. Adroit aux tirs de fusillade, il est souvent utilisé par les Penguins dans la liste des trois premiers tireurs de l'équipe. Le 19 octobre, il joue son centième match dans la LNH contre les Hurricanes de la Caroline et inscrit, ce soir là, son premier tir de fusillade de la saison.
Le 26 février 2008, les Penguins l'envoient avec Colby Armstrong, Angelo Esposito et leurs choix de première ronde au repêchage de 2008 aux Thrashers d'Atlanta en retour de Pascal Dupuis et Marián Hossa.
Le 4 mars 2009, les Thrashers le cèdent aux Ducks d'Anaheim en retour du jeune Eric O'Dell. Il n'est pas conservé par les Ducks et mis en ballotage le 2 décembre 2009, il rejoint les Rangers de New York.

## Statistiques
| Saison     | Équipe                 | Ligue      |     | Saison régulière | Saison régulière | Saison régulière | Saison régulière | Saison régulière |   | Séries éliminatoires | Séries éliminatoires | Séries éliminatoires | Séries éliminatoires | Séries éliminatoires |
| Saison     | Équipe                 | Ligue      | PJ  | B                | A                | Pts              | Pun              | PJ               | B | A                    | Pts                  | Pun                  |                      |                      |
| 1998-1999  | Oil Kings de Leduc     | AMBHL      | 36  | 34               | 42               | 76               | 70               | -                | - | -                    | -                    | -                    |                      |                      |
| 1999-2000  | Blazers de Kamloops    | LHOu       | 66  | 9                | 5                | 14               | 41               | 4                | 0 | 0                    | 0                    | 2                    |                      |                      |
| 2000-2001  | Blazers de Kamloops    | LHOu       | 72  | 21               | 23               | 44               | 36               | 4                | 1 | 1                    | 2                    | 0                    |                      |                      |
| 2001-2002  | Blazers de Kamloops    | LHOu       | 70  | 22               | 36               | 58               | 68               | 4                | 0 | 0                    | 0                    | 4                    |                      |                      |
| 2002-2003  | Blazers de Kamloops    | LHOu       | 67  | 54               | 54               | 108              | 60               | 6                | 1 | 7                    | 8                    | 14                   |                      |                      |
| 2003-2004  | Blazers de Kamloops    | LHOu       | 29  | 10               | 14               | 24               | 40               | -                | - | -                    | -                    | -                    |                      |                      |
| 2003-2004  | Wheat Kings de Brandon | LHOu       | 34  | 17               | 21               | 38               | 20               | 11               | 8 | 4                    | 12                   | 8                    |                      |                      |
| 2004-2005  | Penguins de WBS        | LAH        | 77  | 14               | 13               | 27               | 33               | 11               | 1 | 6                    | 7                    | 4                    |                      |                      |
| 2005-2006  | Penguins de WBS        | LAH        | 48  | 24               | 22               | 46               | 50               | 11               | 2 | 2                    | 4                    | 2                    |                      |                      |
| 2005-2006  | Penguins de Pittsburgh | LNH        | 33  | 6                | 7                | 13               | 34               | -                | - | -                    | -                    | -                    |                      |                      |
| 2006-2007  | Penguins de WBS        | LAH        | 16  | 12               | 12               | 24               | 8                | -                | - | -                    | -                    | -                    |                      |                      |
| 2006-2007  | Penguins de Pittsburgh | LNH        | 61  | 18               | 15               | 33               | 26               | 4                | 0 | 0                    | 0                    | 6                    |                      |                      |
| 2007-2008  | Penguins de Pittsburgh | LNH        | 49  | 9                | 11               | 20               | 28               | -                | - | -                    | -                    | -                    |                      |                      |
| 2007-2008  | Thrashers d'Atlanta    | LNH        | 10  | 2                | 2                | 4                | 2                | -                | - | -                    | -                    | -                    |                      |                      |
| 2008-2009  | Thrashers d'Atlanta    | LNH        | 47  | 5                | 14               | 19               | 14               | -                | - | -                    | -                    | -                    |                      |                      |
| 2008-2009  | Ducks d'Anaheim        | LNH        | 17  | 2                | 7                | 9                | 6                | 8                | 0 | 2                    | 2                    | 0                    |                      |                      |
| 2009-2010  | Moose du Manitoba      | LAH        | 6   | 2                | 0                | 2                | 0                | -                | - | -                    | -                    | -                    |                      |                      |
| 2009-2010  | Ducks d'Anaheim        | LNH        | 9   | 0                | 0                | 0                | 2                | -                | - | -                    | -                    | -                    |                      |                      |
| 2009-2010  | Rangers de New York    | LNH        | 49  | 8                | 18               | 26               | 24               | -                | - | -                    | -                    | -                    |                      |                      |
| 2010-2011  | Rangers de New York    | LNH        | 63  | 11               | 16               | 27               | 18               | 4                | 1 | 0                    | 1                    | 2                    |                      |                      |
| 2011-2012  | Rangers de New York    | LNH        | 20  | 1                | 4                | 5                | 2                | -                | - | -                    | -                    | -                    |                      |                      |
| 2011-2012  | Wild du Minnesota      | LNH        | 29  | 6                | 1                | 7                | 6                | -                | - | -                    | -                    | -                    |                      |                      |
| 2011-2012  | Whale du Connecticut   | LAH        | 5   | 2                | 1                | 3                | 8                | -                | - | -                    | -                    | -                    |                      |                      |
| 2012-2013  | HC Lev Prague          | KHL        | 41  | 11               | 10               | 21               | 18               | -                | - | -                    | -                    | -                    |                      |                      |
| 2013-2014  | HC Lev Prague          | KHL        | 9   | 1                | 1                | 2                | 4                | -                | - | -                    | -                    | -                    |                      |                      |
| 2013-2014  | HV 71                  | SHL        | 38  | 13               | 14               | 27               | 22               | 8                | 4 | 1                    | 5                    | 4                    |                      |                      |
| 2014-2015  | HV 71                  | SHL        | 46  | 13               | 31               | 44               | 14               | 6                | 5 | 0                    | 5                    | 6                    |                      |                      |
| 2015-2016  | HV 71                  | SHL        | 42  | 9                | 15               | 24               | 28               | 1                | 0 | 1                    | 1                    | 0                    |                      |                      |
| 2016-2017  | HV 71                  | SHL        | 45  | 15               | 6                | 21               | 16               | 16               | 1 | 4                    | 5                    | 6                    |                      |                      |
| Totaux LNH | Totaux LNH             | Totaux LNH | 387 | 68               | 95               | 163              | 162              | 17               | 1 | 2                    | 3                    | 8                    |                      |                      |

## Trophées et honneurs personnels
Ligue nationale de hockey
- 2000 - Choisi au cours du repêchage d'entrée par les Penguins de Pittsburgh (69e choix - troisième ronde)

Ligue de hockey de l'Ouest
- 2003 : Trophée Bob Clarke et sélectionné dans l'équipe type de l'Ouest. Il est également sélectionné dans la seconde équipe type de la LCH.